# Michal I. Esterházy z Galanty
Michal I. kníže Esterházy z Galanty (maďarsky Galánthai Esterházy Mihály; 4. května 1671, Forchtenstein/Fraknó – 24. března 1721, Vídeň) byl uherský šlechtic v habsburských službách.

## Život

Rodokmen Esterházyů

Erb šlechtického rodu Esterházyů

Michal Esterházy se narodil jako syn knížete Pavla I. Esterházyho (1635–1713) Z politického hlediska zůstal spíše nevýznamný. Staral se více o mecenášství a dal postavit lovecký zámek ve Fertődu, který o 50 let později kníže Mikuláš I. Josef Esterházy přestavěl na zámek Esterházy (Fertőd), a tak vznikl jeden z nejreprezentativnějších zámků Uherska.
V roce 1694 se oženil s Annou Margheritou Tizzone Biandrata (1673–1755). Z manželství vzešlo pět dcer, tři se dožily dospělosti. 
Protože Michal I. zemřel bez mužského potomka, stal se další hlavou rodiny jeho bratr Josef I. (1688–1721).